# تراکولوژی
تراکولوژی (یونانی: Θρακολογία) مطالعه علمی آثار باستانی تراکیه باستان و تراکیان و شاخه ای منطقه ای و موضوعی از رشته‌های بزرگتر تاریخ باستان و باستان‌شناسی است. یک شاغل در این رشته تراکولوژیست نامیده می‌شود. تراکولوژی گستره فرهنگ باستانی تراکیه (زبان، ادبیات، تاریخ، مذهب، هنر، اقتصاد و اخلاق) را از ۱۰۰۰ قبل از میلاد تا پایان حکومت امپراتوری روم در قرن ۴ تا ۷ پس از میلاد بررسی می‌کند.